# ハーフムーン (女性アイドルユニット)
ハーフムーンは日本の女性アイドルユニット。2007年に誕生、東京都を拠点にダンスイベントや撮影会等の活動をしていたアイドルユニットである

## 略歴
- 2007年7月に、公式ブログを設立した。初代リーダーは希志あいの。
- 2007年12月に、間宮レイナが2代目リーダーになった。[2]
- 2009年4月1日に、希志あいのと間宮レイナそれぞれブログで解散することを発表。[3]

## 主要なメンバー
- 希志あいの
- 愛斗ゆうき
- 間宮レイナ
- 恵けい
- 真希ほのか
- 紗希せりか
- 春希ゆうり
- 希美まゆ